# Георги Кардашев (политик)
 Тази статия е за политика Георги Кардашев.  За футболиста вижте Георги Кардашев.  
Георги Василев Кардашев е български политик от БКП.

## Биография
Роден е на 26 юни 1932 г. в село Галица, Румъния. От 1954 г. е член на БКП. Работи като учител. От 1957 г. е първи секретар на Околийския комитет на ДКМС в Силистра. След това е първи секретар на Окръжния комитет на ДКМС в Силистра. През 1961 г. започва работа като завеждащ отдел в Окръжния комитет на БКП в Силистра. По-късно е първи секретар на Градския комитет на БКП. Завършва Висшата партийна школа при ЦК на КПСС през 1966 г. От 1969 г. става първи секретар на Окръжния комитет на БКП в Силистра (до 1990). Между 1971 и 1981 г. е кандидат-член на ЦК на БКП, а от 1981 до 1990 г. е член на ЦК на БКП.
Умира на 19 юли 2019 г. в София.